# Robert Harper
Robert Harper (New York, 19 maggio 1951 – Rotterdam, 23 gennaio 2020) è stato un attore statunitense.

## Biografia
Attivo artisticamente fino al 2006, fu sposato dal 1981 al 1984 con l'attrice Lisa Pelikan. Nel 2005 passò a nuove nozze con Sascha Noorthoorn van der Kruyff.

## Filmografia parziale

### Cinema
- Mammina cara (Mommie Dearest), regia di Frank Perry (1981)
- Creepshow, regia di George A. Romero (1982)
- C'era una volta in America (Once Upon a Time in America), regia di Sergio Leone (1984)
- Wanted - Vivo o morto (Wanted: Dead or Alive), regia di Gary Sherman (1987)
- La protesta del silenzio (Amazing Grace and Chuck), regia di Mike Newell (1987)
- I gemelli (Twins), regia di Ivan Reitman (1988)
- La guerra dei Roses (The War of the Roses), regia di Danny DeVito (1989)
- Analisi finale (Final Analysis), regia di Phil Joanou (1992)
- Gunmen - Banditi (Gunmen), regia di Deran Sarafian (1993)
- L'uomo sbagliato (The Wrong Man), regia di Jim McBride (1993)
- Harry a pezzi (Deconstructing Harry), regia di Woody Allen (1997)
- Molly, regia di John Duigan (1999)
- Insider - Dietro la verità (The Insider), regia di Michael Mann (1999)

### Televisione
- La signora in giallo (Murder, She Wrote) – serie TV, episodio 9x01 (1992)
- Law & Order - I due volti della giustizia (Law & Order) – serie TV, episodio 9x09 (1998)
- Philly – serie TV, 13 episodi (2001-2002)

## Doppiatori italiani
Nelle versioni in italiano delle opere in cui ha recitato, Robert Harper è stato doppiato da:
- Oliviero Dinelli in La signora in giallo, Law & Order - I due volti della giustizia
- Claudio De Angelis in Creepshow
- Nando Gazzolo in C'era una volta in America
- Toni Orlandi in La guerra dei Roses
- Dario Penne in Gunmen - Banditi
- Edoardo Siravo in Harry a pezzi
- Piero Tiberi in Insider - Dietro la verità
- Rino Bolognesi in Philly
- Mino Caprio in Una donna alla Casa Bianca
- Saverio Indrio in C'era una volta in America (ridoppiaggio)